# Were Ilu
Were Ilu (ou Warra Hailu) est une ville du nord de l'Éthiopie, située dans la Debub Wollo (zone) de la région Amhara. Elle se trouve à 10° 36′ N, 39° 26′ E.

Sur la base des chiffres de l'Agence centrale de la statistique en 2005, cette ville a une population estimée à 10062 habitants dont 4942 sont des hommes et 5120 sont des femmes.